# Косвож (приток Кочмеса)
Косвож — река в России, протекает в Усть-Вымском районе Республики Коми. Устье реки находится в 34 км р. Кочмес. Длина реки составляет 14 км.
Система водного объекта: Кочмес → Вычегда → Северная Двина → Белое море.

## Данные водного реестра
По данным государственного водного реестра России относится к Двинско-Печорскому бассейновому округу, водохозяйственный участок реки — Вычегда от города Сыктывкар и до устья, речной подбассейн реки — Вычегда. Речной бассейн реки — Северная Двина.
Код объекта в государственном водном реестре — 03020200212103000022972.